# R.K. Narayan
R.K. Narayan (ur. 10 października 1906, zm. 13 maja 2001), skrócone od: Rasipuram Krishnaswami Iyer Narayanaswami (tamilski: ராசிபுரம் கிருஷ்ணசுவாமி அய்யர் நாராயணசுவாமி) – indyjski pisarz z obecnego Tamilnadu piszący w języku angielskim. Autor powieści i opowiadań, twórca fikcyjnego świata indyjskiego miasteczka o nazwie Malgudi. Jeden z trzech głównych twórców wczesnej indyjskiej literatury w języku angielskim (ang. Indian English literature (IEL)) (obok Mulk Raj Ananda i Raja Rao). Pochodził z kasty braminów. Zadebiutował w 1935 roku powieścią Swami and his Friends.

## Odznaczenia
- 1964 Order Padma Bhushan
- 2000 Order Padma Vibhushan

## Twórczość

### Powieści
1. Swami and Friends (1935,)
2. The Bachelor of Arts (1937)
3. The Dark Room (1938)
4. The English Teacher (1945)
5. Mr. Sampath - The Printer of Malgudi (1948) – po polsku Malarz szyldów
6. The Financial Expert (1952)
7. Waiting for the Mahatma (1955)
8. The Guide (1958) – po polsku Przewodnik
9. The Man-Eater of Malgudi (1961) – po polsku Pożeracz ludzi z Malgudi
10. The Vendor of Sweets (1967) – po polsku Sprzedawca słodyczy
11. The Painter of Signs (1977) – po polsku Malarz szyldów
12. A Tiger for Malgudi (1983)
13. Talkative Man (1986)
14. The World of Nagaraj (1990)
15. Grandmother's Tale (1992)

### Autobiograficzne
1. Next Sunday (1960)
2. My Dateless Diary (1960)
3. My Days (1974) – po polsku Moje dni
4. Reluctant Guru (1974)
5. The Emerald Route (1980)
6. A Writer's Nightmare (1988)

### Mitologia
1. Gods, Demons and Others (1964) – po polsku Bogowie, demony i inni...
2. The Ramayana (R. K. Narayan)| (1973) – po polsku Ramajana (R. K. Narayan)
3. The Mahabharata (R. K. Narayan) (1978) – po polsku Mahabharata (R. K. Narayan)

### Opowiadania
1. Malgudi Days (1942)
2. An Astrologer's Day and Other Stories (1947)
3. Lawley Road and Other Stories (1956)
4. A Horse and Two Goats (1970) – po polsku Koń i dwie kozy
5. Under the Banyan Tree and Other Stories (1985)
6. The Grandmother's Tale and Selected Stories (1994)

W Polsce wydane też wśród indyjskich opowiadań w zbiorze Jak słońce
- Cudowne dziecko
- Za pół rupii
- Jak słońce
- Dzień astrologa
- Polowanie na człowieka